# 広島県道32号安芸津下三永線
広島県道32号安芸津下三永線（ひろしまけんどう32ごう あきつしもみながせん）は、広島県東広島市安芸津町三津と同市西条町下三永を結ぶ県道（主要地方道）である。

## 概要
東広島市で唯一海岸に面した安芸津地域から、東広島市役所やショッピングセンター等の集積地である東広島市中心部の西条地区や、山陽新幹線東広島駅、広島大学への重要なアクセス路である。
旧道は「七曲（ななまがり）」と称され、険道の様相を呈していたが、蚊無（かなし）トンネルをメインとした現行の新道開通により、安芸津町 - 東広島市中心部までの移動時間が大幅に短縮され、合併前の旧安芸津町の経済圏が竹原市から東広島市に大きくシフトした。

### 路線データ
- 本線：Google マップ
- 起点：広島県東広島市安芸津町三津・榊山交差点（国道185号交点）
- 終点：広島県東広島市西条町下三永・東広島駅入口交差点（国道2号交点）
- 総延長：約14.8 km

## 歴史
- 1993年（平成5年）5月11日 - 建設省から、県道安芸津下三永線が安芸津下三永線として主要地方道に指定される[2]。

## 地理

### 通過する自治体
- 東広島市

### 交差する道路
| 交差する道路                | 交差する場所 | 交差する場所                                       |
| --------------------------- | ------------ | -------------------------------------------------- |
| 国道185号                   | 安芸津町三津 | 榊山交差点 / 起点                                  |
| 広島県道207号安芸津停車場線 | 安芸津町三津 | 東広島市安芸津支所北交差点                         |
| 国道185号 / 安芸津バイパス  | 安芸津町三津 | 三津小学校前交差点                                 |
| E75 東広島呉自動車道        | 西条町下三永 | 下三永インター入口交差点 3 下三永福本IC            |
| 広島県道331号下三永吉川線   | 西条町下三永 | 下三永（西）交差点                                 |
| 国道2号                     | 西条町下三永 | 東広島駅入口交差点 東広島駅入口（北）交差点 / 終点 |

### 沿線にある施設など
- 山陽新幹線東広島駅